# Ex-Votos
Os Ex-Votos são uma banda de música portuguesa, que contava na sua formação com Zé Leonel, um dos membros fundadores dos Xutos & Pontapés e que contribuiu também para a fundação dos Peste & Sida, entretanto falecido em 21 de Abril de 2011 
Ainda na década de 80, quando questionado sobre o nome, Zé Leonel respondia "Isto são os Ex-Votos no cumprimento de fazerem música em Portugal e esta é a nossa igreja". Assim, a banda acabou por adoptar este nome.
Em 1996 o single Subtilezas Porno-Populares é lançado na colectânea A Idade do Pecado.
Em 1999, a banda foi convidada pelos Xutos & Pontapés a participar no disco de comemoração dos seus 20 anos, XX Anos XX Bandas, onde interpretaram o tema Sémen.
A banda fez uma versão da música "Fado do Estudante" original do filme A Canção de Lisboa, onde é interpretada por Vasco Santana.
O último concerto da banda com o fundador Zé Leonel, que contava na sua formação com Daniel Baptista (guitarras,bandolim e vozes), Pedro Ferreira (guitarra e vozes) e JP Teixeira (bateria), ocorreu a 13 de Abril de 2011 em Odivelas, tendo contado com a participação especial de Kalú, também ele membro fundador dos Xutos & Pontapés  e de vários ex-membros da banda.
A seguir a um período de luto e indefinição no seio da banda, após o falecimento de Zé Leonel, os elementos da mesma optaram pela continuidade (defendida e expressa pelo próprio Zé Leonel,  na entrevista  feita por Luís Silva do Ó no âmbito do Livro “Bookstage - Nos Bastidores do Rock Português”). Daniel Baptista passa a assumir a voz  principal e verifica-se a reentrada do saxofonista Zéquinha e de Pedro Cestinho no acordeão e sintetizador.
Em 2016 é editado o disco "A Cantiga Contínua", um novo registo que para além de afirmar a continuidade do projeto com novos temas, incluí também êxitos revisitados como “Subtilezas Porno Populares” e “Canto aos Peixes”. O disco com a participação especial de Tiago Flores (Corvos) e Ana Filipa Rodrigues (ex-membro), entre outros.

## Discografia
- 1994 - CD Cantigas de Bloqueio[7]
- 1995 - CD Benditos sejam[8]
- 1997 - CD Cantigas do Faz de Conta[9]
- 2001 - CD Cantigas da Vida[10]
- 2016 - CD A Cantiga Continua

## Colectâneas
- 1996 - A Idade do Pecado - Tema: Subtilezas Porno-Populares
- 1999 - XX Anos XX Bandas - Tema: Sémen